# Liścionos okazały
Liścionos okazały (Phyllostomus hastatus) – gatunek ssaka z podrodziny liścionosów (Phyllostominae) w obrębie liścionosowatych (Phyllostomidae).

## Taksonomia
Gatunek po raz pierwszy zgodnie z zasadami nazewnictwa binominalnego nazwał w 1797 roku niemiecki przyrodnik Peter Simon Pallas nadając mu nazwę Vespertilio hastatus. Holotyp pochodził z Surinamu. 
Autorzy Illustrated Checklist of the Mammals of the World rozpoznają trzy podgatunki. Podstawowe dane taksonomiczne podgatunków (oprócz nominatywnego) przedstawia poniższa tabelka:
| Podgatunek      | Oryginalna nazwa                 | Autor i rok opisu | Miejsce typowe                   |
| --------------- | -------------------------------- | ----------------- | -------------------------------- |
| P h. aruma      | Phyllostomus hastatus aruma      | O. Thomas, 1924   | Taguatinga, Tocantins, Brazylia. |
| P h. panamensis | Phyllostomus hastatus panamensis | J.A. Allen, 1904  | Boqueron, Chiriqui, Panama.      |

### Etymologia
- Phyllostomus: gr. φυλλον phullon „liść”; στομα stoma, στοματος stomatos „usta”[17].
- hastatus: łac. hastatus „oszczepowaty, noszący oszczep”, od hasta „oszczep, włócznia”[18].
- panamensis: Panama[19].

## Zasięg występowania
Liścionos okazały występuje w Ameryce Środkowej i Południowej zamieszkując w zależności od podgatunku:
- P. hastatus hastatus – większość Wenezueli (na wschód od jeziora Maracaibo i na południe od Cordillera de Mérida) do wschodniego Peru, północnej i wschodniej Boliwii, północnego Paragwaju i południowo-wschodniej Brazylii; także wyspy Margarita i Trynidad.
- P. hastatus aruma – znana tylko z miejsca typowego w Taguatindze, w Tocantins, środkowo-wschodniej Brazylii.
- P. hastatus panamensis – od południowego Belize i wschodniej Gwatemali na południe przez Amerykę Środkową, po obu stronach wybrzeża, na północ i zachód od jeziora Maracaibo w północno-zachodniej Wenezueli oraz do zachodniej Kolumbii i zachodniego Ekwadoru.

## Morfologia
Długość ciała (bez ogona) 90–124 mm, długość ogona 12–31 mm, długość ucha 26–34 mm, długość tylnej stopy 18–25 mm, długość przedramienia 77–94 mm; masa ciała 55–140 g. Kariotyp wynosi 2n = 32 i FN = 58. Chromosom X jest submetacentryczny, a chromosom Y jest akrocentryczny. Ma również dwa miejsca rDNA i dwa telomery.

## Ekologia

### Tryb życia
Liścionos okazały występuje w lasach i na terenach poprzerzynanych rozpadlinami. Jest jednym z największych liścionosów. Jest drapieżny i poluje niemal wyłącznie na drobne kręgowce, takie jak myszy, ptaki i niewielkie nietoperze, a tylko sporadycznie zjada owady i owoce. Nietoperze te zamieszkują w olbrzymich grupach jaskinie i opuszczone budynki. Również grupowo lecą na polowania.

### Rozmnażanie
W maju w specjalnych noclegowniach przychodzą na świat młode.